# 神木優
神木 優（かみき ゆう、1981年6月21日 - ）は、日本の俳優、ソロパフォーマーでありプロデューサー。講演家。元マジシャン。桃太郎俳優、桃太郎研究家。節分研究家。落語家。
桃太郎をテーマにした一人エンターテイメント「MOMOTARO」を主催・出演しており、桃太郎俳優、桃太郎研究家、節分研究家の商標を持っている。やまなし大使。岡山桃太郎大使。大月桃太郎大使。
著書にビジネスエンタメ本「きびだんごの法則〜桃太郎から学ぶ30の成功マインド〜」がある。
演劇ユニット「ながれぼし」のメンバー。
オンライン演劇を提供する劇団Zooooom！、劇団Focusの主宰。
.WEリーグ、ノジマステラ神奈川相模原のスタジアムDJも務めていた。

## 来歴
大阪府出身。大阪府茨木高校、大阪市立大学卒業。大学在学中にイギリス、Henlly College Coventryに留学経験を持つ。大阪でモデル・舞台を経験した後、上京し、本格的な活動を始める。
上京してから間もなくはエキストラとしての活動だったが、レギュラーで出演していたドラマ「バンビ〜ノ！」をきっかけに、2年ほど俳優の北村一輝の付き人をする。
2014年から自身のプロデュースで始めたソロエンターテイメント「MOMOTARO」は、日本全国公演やアメリカ、オーストラリア、シンガポール、台湾などの海外公演も開催し、動員は3万５千人を超える。
桃太郎から常識を覆していく講演も人気で、企業やビジネス団体、学校などでも講演活動を行なっている。
「自己紹介革命講座」という主にビジネスマン向けの講座も不定期で開催している。

## 人物
レギュラー出演していた『花嫁のれん』の続編（当時は第2シリーズ）があると聞いて、調理師免許を取得した。
調理師免許、宅建士、ウェブ解析士などの資格を始め、富士山検定、タイ検定、ルービックキューブ検定などの資格も持っている。
自転車が好きでルイガノに乗っている。デザインが趣味で自身のホームページやグッズのデザインも行っている。
プロデュース公演も精力的に行っており、「イマドキ。」「トンガル」「ナリユキ」「オヒトリ」などがある。
2014年には、「イラスト×朗読」作品を毎週配信する「Sunday Reading Knight」という企画を興し、イラストレーターの井筒啓之と組んで、52週間連続で配信した。
桃太郎を通した一人エンターテイメント「MOMOTARO」は、2014年の1年間で東京都23区を全区制覇し、地方公演もこなしている。
2015年には博品館劇場、2016年には渋谷・マウントレーニアホールでも開催し、さらには、アメリカ公演も実現した。
2017年にはオーストラリアのメルボルンでの公演も成功させ、海外公演も精力的に行っている。
寺田有希と組んで大阪の魅力を発信する「大阪LOVERS」とのYouTube番組も立ち上げている。
脚本演出家の菅野臣太朗、作曲家の野田浩平、女優の太田彩乃の4人で、演劇ユニット「ながれぼし」を結成し、全国のライブハウスで演劇公演を開催している。
2019年4月、新型コロナウイルス感染症の拡大に伴い、舞台での演劇活動が制限され始めたのをきっかけに、会議アプリZoomを使った演劇集団、劇団Zooooom！をいち早く立ち上げた。
現在は劇団Focusと劇団の名前を変えて活動を続けている。2018年から2022年にかけての公演数は200ステージを超える。

## 出演作品

### 映画
- 次郎長三国志（2008年） - 久六の子分 役
- 容疑者Xの献身（2008年）
- 鈍獣（2009年）
- キラー・ヴァージンロード（2009年） - コンビニの店員 役
- ACACIA（2010年）
- 踊る大捜査線 THE MOVIE3 ヤツらを解放せよ!（2010年）
- えんがわ（2012年） - 芯也 役
- keynote（2012年） - 羽住慶二 役
- 開心果（2014年）

### TVドラマ
- だめんずうぉーかー（2006年、テレビ朝日）
- バンビ〜ノ!（2007年、日本テレビ）
- ホカベン（2008年、日本テレビ）- 新聞記者 役
- 恋のから騒ぎ 〜Love Stories V〜（2008年）- 警官 役
- 天地人（2009年、NHK） - 北条氏直 役
- ゴミは殺しを知っている（2010年、テレビ東京）
- その時までサヨナラ（2010年、WOWOW） - タクシー運転手 役
- シバトラ さらば童顔刑事スペシャル（2010年、フジテレビ）
- 雪冤（2010年、テレビ東京） - 長尾靖之 役
- 花嫁のれん（2010年、東海テレビ） - 哲 役
- 風の少年〜尾崎豊 永遠の伝説〜（2011年、テレビ東京）
- 花嫁のれん第2シリーズ（2011年、東海テレビ） - 哲 役
- ティーンコート（2012年、日本テレビ） - バイトの先輩 役
- モメる門には福きたる（2013年、東海テレビ）
- 花嫁のれん第3シリーズ（2014年、東海テレビ） - 哲 役
- 花嫁のれん第4シリーズ（2015年、東海テレビ） - 哲 役
- 破門（2015年、スカイパーフェクトTV）
- LOVE理論（2015年、テレビ東京）  - トカレフ鈴木 役
- かぶき者慶次（2015年、NHK）  - 佐々木与四郎 役
- The English Bar〜おとなの楽しい英語〜（2015年〜2016年、BSフジ） - マスター 役
- The English Bar〜イケてる大人の英語〜（2016年〜2017年、BSフジ） - マスター 役
- ワカコ酒（2016年、BS JAPAN）

### TV
- The English Bar〜おとなの楽しい英語〜（2015年〜2016年、BSフジ） - マスター 役
- The English Bar〜イケてる大人の英語〜（2016年〜2017年、BSフジ） - マスター 役
- 「ウッティタウン6丁目」（UTYテレビ山梨）
- 「ABChanZOO」（テレビ東京）
- 「テツandトモの大月が桃太郎発祥地なのはなんでだろう〜」（UTYテレビ山梨)
- 「逸品Bar ナナ福神」（テレビ東京）

### 舞台
- チキチキマシーンズプロデュース「風よ」 - 川村 役
- チキチキマシーンズプロデュース「月よ」 - 朝日 役
- チキチキマシーンズプロデュース「友よ」 - 明智光秀 役
- チキチキマシーンズプロデュース「時よ」 - 隆 役
- 「ろまんす」（2010年8月）
- 「十二人の怒れる人々」原作「十二人の怒れる男」（2011年2月） - 陪審員8号 役
- 「LEGEND」（2012年1月） - 奥田 役
- 「舞台VitaminZ」（2012年8月、作:太田ぐいや、演出:菅野臣太朗、於・前進座劇場） - 桐丘凛太朗 役
- IRONBANK PRESENTS「メタルサプライズ」（2012年9月、作・演出: 井上テテ、於: Cafe FLAT） - 隆俊 役
- 「トワイライトエクスプレス」(2013年2月、作: 廣田武、演出: たむらかかし、於: 大塚レ・サマースタジオ) - 杉山修 役
- 「国家」〜偽伝、桓武と最澄とその時代〜（2013年3月、作・演出: 松枝佳紀、於: 新国立劇場） - 神野のちの嵯峨天皇 役
- 「Kiss Me You」〜がんばったシンプー達へ〜（2013年5月、作・演出: 藤森一郎、於: 新国立劇場） - 津田徳男少尉 役
- ソロ公演「P.」〜桃太郎5部作〜（2013年、於: なんば白鯨）
- 「署名人」（2013年8月、作:清水邦夫、演出:岩渕幸弘、於・大塚レ・サマースタジオ） - 井崎 役
- 「コンビニ・ブルース」（2013年8月、作:辻野正樹、演出:岩渕幸弘、於・大塚レ・サマースタジオ）
- 「六畳一間で愛してる」（2013年9月、於・アクアスタジオ） - 沢田真一 役
- 「ナリユキ」（2013年11月、於・大塚レ・サマースタジオ）
- ソロ公演「P.+」〜桃太郎5部作・東京凱旋公演〜（2013年12月、於・大塚レ・サマースタジオ）
- 神木優ソロアクト2014「モモタロ」〜桃太郎23区縦横断公演〜
- 「大江戸宴舞劇」（2014年5月〜、於・御座船安宅丸） - 徳川家光 役
- 劇団たいしゅう小説家Present's 「げんせんじゃ〜！」〜宝や旅館〜2014Ver.（2014年7月、作・演出:長戸勝彦、於・萬劇場） - 赤倉利明 役
- 劇団スパイスガーデン実験公演「刺激的庭」ゲスト出演（2014年8月9日、於・ギャラリールデコ）
- 「狂言ラウンジ」ゲスト出演（2014年8月21日、於・セルリアンタワー東急ホテル能楽堂）
- IRONBANK PRESENTS「嘘の手紙」（2014年8月23日、作・井上テテ、演出・岩渕幸弘、於・I LOVE TOKYO）
- 「ナリユキ2」（2014年8月31日、於・大塚レ・サマースタジオ）
- 「ナリユキ3」（2015年3月7日〜8日、於・大塚レ・サマースタジオ）
- Askプロデュース「雲のバッキャロー！！」（2015年3月24日〜29日、於・シアターグリーンBOX in BOX THEATER） - 日野林孝次 役
- 芝居企画TECALL 第6弾本公演「かいだん屋」ゲスト出演（2015年4月8日〜12日、於・笹塚ファクトリー） - ペス 役
- 激嬢ユニットバス 第2回公演「シュレディンガーの猫たち」ゲスト出演（2015年4月30日〜5月5日、於・サンモールスタジオ）
- 円盤ライダー 第20弾「サツキノジジョウ」（2015年5月13日〜31日、於・WIREDフレンテ明大前）
- Askプロデュース「虹のバッキャロー！！」（2015年7月28日〜8月2日、於・シアターグリーンBOX in BOX THEATER） - 日野林孝次 役
- 「桃太郎音楽祭」（2015年8月4日、於・港南区民文化センター）
- 「ナリユキ4」（2015年8月9日、於・大塚レ・サマースタジオ）
- 「狂言ラウンジ」Vol.34 ゲスト出演（2015年8月20日、於・渋谷セルリアンタワー能楽堂）
- 朝劇下北沢「下北LOVER」ゲスト出演（2015年8月22日、於・VIZZ）
- 「the END」（2015年8月26日〜30日、於・ステージカフェ下北沢亭）- 大路常正役
- 朝劇西新宿「恋の遠心力」ゲスト出演（2015年9月23日、於・Grass dance新宿店）
- 「MOTHER〜特攻の母・鳥濱トメ物語〜」（2015年10月7日〜11月1日、於・銀河劇場他）-
- 「ナリユキ5」（2015年11月7日〜8日、於・大塚レ・サマースタジオ）
- 「ざ・即興劇」（2016年2月4日、於・サンモールスタジオ）
- Askプロデュース「空のバッキャロー！！」（2016年2月6日〜14日、於・シアターグリーンBOX in BOX THEATER） - 日野林孝次 役
- GYOEN ROSSO 198「TOKUYAMA FAVORITE ARTIST Vol.8」（2016年2月26日、於・GYOEN ROSSO 198）
- 激嬢ユニットバスdish公演「dishes」（2016年3月1日〜6日、於・Neuro Tokyo） - 中島 役
- 「龍狼伝 第二章」（2016年4月6日〜10日、於・シアター1010）- 孫権役
- アクトレスガールズ第一試合「The (C)Card」（2016年5月7日〜8日、於・新木場1stRING） - 田崎 役
- 円盤ライダー23弾「66―ロクロク」（2016年5月16日〜31日、於・山野美容専門学校他） - 大久保 役
- 「ナリユキ6」（2016年6月11日〜12日、於・大塚レ・サマースタジオ）
- つかこうへい7回忌追悼特別公演「リング・リング・リング」（2016年6月23日〜30日、於・全労済ホール・スペースゼロ）
- 「イマドキ。2」（2016年8月7日、於・大塚レ・サマースタジオ）
- 「神田山緑・神木優 二人会」（2016年8月13日、於・木馬亭）
- 秦組Vol.7「AND SO THIS IS Xmas」（2016年9月24日〜10月23日、於・シアターグリーンBOX in BOX THEATER）- 高沢 役
- オハヨウ劇場40分「おはようは恋のおまじない」（2016年10月7日〜11月11日、於・銀座Cafe5） - 上野 役
- ロウドクノチカラIIリーディングシネマ「キサラギ」（2016年11月2日〜3日、於・四谷天窓） - スネーク 役
- 「廣島神楽祭」ゲスト出演（2016年11月13日、於・Jimushono 1 kai）
- 「レイと天使の住む数字」（2016年11月23日〜27日、於・シアターグリーンBIG TREE THEATER） - ナナ 役
- 「ナリユキ7」（2016年12月23日、於・大塚レ・サマースタジオ）
- 10Quatre Vol.12「今、一太刀〜赤穂浪人傳〜」ゲスト出演（2016年12月25日、於・両国シアターΧ）- 浅野内匠頭 役
- 「Girls Red Monster Vol.3」ゲスト出演（2017年1月22日、於・GYOEN ROSSO 198）
- 「物語は突然生き、止まる」 （2017年2月16日〜20日、於・R'sアートコート）
- 「ナリユキ8」 （2017年3月26日、於・大塚レ・サマースタジオ）
- 大人の麦茶第23杯公演「おしり筋肉痛」  （2017年4月19日〜23日、於・ザ・スズナリ）
- 「MOMOTARO」アメリカシアトル公演
- ながれぼしVOL.1「君に。」 （2017年10月27日〜28日、於・四谷天窓）
- 円盤ライダー「劇場版・爆弾紳士」 （2018年2月21日〜3月12日、於・山野美容学校マイタワー27階）
- 菅野臣太朗演劇倶楽部 第3回公演「闇に消された野兎は、海を飛び越え地で謳う」（2023年11月29日〜12月3日、シアターグリーンBOX in BOX THEATER）[1]
- 菅野臣太朗演劇倶楽部 番外公演「贋作・オセロー」（2024年8月27日 - 9月1日、シアターグリーンBASE THEATER）[2]
- 菅野臣太朗演劇倶楽部 2024年本公演「その龍は、彼の中で舞い私の中で眠る」（2024年10月1日 - 6日、シアターグリーンBASE THEATER）[3]
- 舞台「それってキセキ」（2025年7月31日 - 8月4日〈予定〉、シアター1010）[4]

### ソロエンターテイメント・MOMOTARO
2014年
- 1年間で東京23区全区制覇
- 2月16日（日）高知公演　@蛸蔵
- 6月24日（火）@老人介護福祉施設ハーティハイム（埼玉県上尾市）
- 7月6日（日）@ぱんだハウス（日中交流イベント内にて）
- 10月21日（火）@特別養護老人ホームマイライフ徳丸（板橋区）
- 11月18日（火）@練馬キングス・ガーデン（練馬区）
- 11月30日（日）大阪公演@高槻南スクエア

2015年
- 6月12日（金）東京タワー公演　＠スターライズタワースタジオ
- 11月23日（月祝）神奈川公演　＠港南区民文化センター
- 12月20日（日）公開収録公演　＠大塚レ・サマースタジオ

2016年
- 2月28日（日）福島復興支援公演　＠パセナカミッセ
- 3月13日（日）渋谷公演 with津軽三味線奏者・久保田祐司　＠シダックスカルチャーホール
- 3月21日（月祝）京都公演　＠Salon de Royal京都本店
- 6月18日（土）「桃山章太郎講演会」　＠大塚レ・サマースタジオ
- 9月3日（土）茨城公演　＠つくばカピオ
- 9月25日（日）博品館公演 with津軽三味線奏者・久保田祐司　＠博品館劇場
- 12月16日（金）オハ劇乗込公演　＠銀座Cafe5

2017年
- 1月21日（土）オハ劇乗込公演第2弾　＠銀座Cafe5
- 5月13日（土）マウントレーニア公演　＠マウントレーニアホール
- 6月4日（日）アメリカ公演前哨戦　＠ライヴボックス・がばすごか
- 6月10日（土）アメリカ・シアトル公演　＠Seattle Belluvue
- 6月29日（木）帰国報告公演　＠大塚レ・サマースタジオ
- 7月23日（日）凱旋公演　＠港南区民文化センター
- 9月29日（金）山梨公演　＠山梨県防災新館
- 10月7日（土）8日（日）名古屋公演　＠星ヶ丘ボウル
- 10月21日（土）大阪公演　＠トリイホール
- 11月20日（月）番外公演「PEACH FOR ALL ALL FOR PEACH」　＠ひらつかホール
- 11月23日（木）福島公演　＠ライブハウスCLUB EX
- 12月26日（火）〜31日（日）年忘れ公演　＠ライヴボックス・がばすごか

2018年
- 5月12日（土）マウントレーニア公演 弐　＠渋谷・マウントレーニアホール
- 5月20日（日）オーストラリア メルボルンジャパンフェスティバル　＠BOX HILL TOWN HALL
- 10月6日（土）高松公演 @サンポートホール高松
- 11月29日（木）6時間耐久寄席　＠木馬亭
- 12月22日（土）新庄公演 ＠ゆめりあ新庄

2019年
- 1月18日（金）マウントレーニア公演 弐 再演　＠渋谷・マウントレーニアホール
- 8月17日（土）「桃山章太郎講演会」VOL.2　＠大塚レ・サマースタジオ
- 12月13日（金）桃太郎一人芝居脚本コンテスト ＠武蔵小山・スクエア荏原

2020年
- 毎月定期公演
- 6月21日（日）「MOMOTARO寄席〜まさかの8時間耐久ひとりでやるってよ〜」＠大塚レ・サマースタジオ
- 12月13日（日）山梨公演 ＠甲府・桜座

2021年
- 毎月定期公演（ゲスト：山崎敬子、フォーンクルック幹治、王文強、秦まゆな、黒田天兵、もりいくすお、大林素子、森一弥、日出郎、オケタニ教授）
- 6月20日（日）「40th Birthday & 20th Anniversary LIVE」ゲスト：アントニオ古賀 ＠池之端ライブスペースQui
- 7月3日（土）「40th Birthday & 20th Anniversary LIVE」再演 ゲスト：アントニオ古賀 ＠池之端ライブスペースQui
- 6月21日（日）「MOMOTARO寄席〜まさかの8時間耐久ひとりでやるってよ〜」＠大塚レ・サマースタジオ
- 9月10日（土）長野公演 @ロズベリーカフェ
- 12月9日（木）「桃太郎芸術祭」 ＠SHIBUYA PLEASURE PLEASURE

2022年
- 7月2日（土）「41st Birthday LIVE」ゲスト：森一弥 ＠池之端ライブスペースQui
- 9月10日（土）長野公演VOL.2 @ロズベリーカフェ
- 9月17日（土）自己肯定感超アップ公演 ＠DY CUBE
- 11月30日（水）「桃太郎日中文化芸術祭」 ＠SHIBUYA PLEASURE PLEASURE2023年
- 2月4日（土）下北沢公演 ＠DY CUBE
- 4月2日（土）下北沢公演 VOL.2 @DY CUBE
- 5月20日（土）下北沢公演 VOL.3 @DY CUBE
- 6月25日（日）「42nd Birthday LIVE」ゲスト：森一弥 ＠池之端ライブスペースQui
- 7月23日（日）西日暮里公演 ＠疎開サロン
- 8月27日（日）シンガポール公演 ゲスト：三好康司 ＠シンガポール日本人会3F オーディトリアム（The Japanese Association 3F）
- 9月8日（金）「桃太郎芸術祭2023」 @滝野川会館 大ホール
- 9月30日（土）＆10月1日（日）長野公演VOL.3 @ロズベリーカフェ
- 10月27日（金）台湾公演 @國立中正大学、臺北市立復興高級中學
- 10月29日（日）日野公演 @SoulK

2024年
- 1月8日（月祝）新春初笑い 池袋公演 @木星劇場

### モモタロ2014〜桃太郎23区縦横断公演〜
- 2月2日（日）@大塚レ・サマースタジオ（豊島区・劇場）節分コラボ
- 2月14日（金）@カフェ・アマルフィ（千代田区・カフェ）バレンタインコラボ
- 3月4日（火）@DressHair（渋谷区・美容室）美容師中庭廣明・美容室DressHairとのコラボ
- 3月30日（日）@高円寺庵8890（杉並区・古民家）女優木田ゆきの・三味線・抹茶とのコラボ
- 4月23日（水）@WiSSquare（中央区・レンタルオフィス）レンタルオフィスWisSquare1周年記念とのコラボ
- 4月29日（火祝）@新宿眼科画廊（新宿区・画廊）構成作家木村樹とのコラボ・コントライブ
- 5月17日（土）@羽田空港ビッグバード  シリウス（大田区・空港）お笑い芸人丸遼太郎氏とのコラボ
- 5月18日（日）@谷中満天ドーナツ（台東区・カフェ）イラストレーター都とのコラボ
- 5月25日（日）@Live Cafe Again（品川区・ライブカフェ）バンドDr.Hopperとのコラボ
- 6月7日（土）@北とぴあ プラネタリウム（北区・プラネタリウム）シンガーソングライター大久保理とのコラボ
- 6月28日（土）@SENJUHOUSE（足立区・ラジオ局）ラジオDJ仲田雄一とのコラボ
- 6月29日（日）@イエローハウス39（荒川区・カフェ）オカリナ奏者みるととのコラボ
- 7月12日（土）@兎亭（練馬区・イベントスペース）
- 7月21日（月祝）@湯島天神・梅香殿（文京区・神社）お笑いコンビどきどきキャンプとのコラボ
- 8月30日（土）@ダイニングバーLAUGH（中野区・ダイニングバー）劇作集団QDCとのコラボ
- 9月21日（日）@あいほーる亀有（葛飾区・ホール）クリエイター集団coneconeとのコラボ
- 9月27日（土）@地域リビングプラスワン（板橋区・地域コミュニティカフェ）声優井上恵亮、イラストレーターかちのちのらとのコラボ
- 10月13日（月祝）@Gallery KOMPIS（目黒区・ギャラリー）切り絵作家虹囲ななとのコラボ
- 10月19日（日）@北沢サロン（世田谷区・建築事務所）リクエスト公演
- 11月1日（土）@行船公園・源心庵（江戸川区・公園）狂言師大蔵基誠とのコラボ
- 11月9日（日）@柳嶋妙見山法性寺・妙見堂（墨田区・寺院）ハーモニカ奏者倉井夏樹とのコラボ
- 11月26日（水）@鳥のいるカフェ（江東区・カフェ）フクロウとのコラボ
- 12月14日（日）@スターライズスタジオ（港区・東京タワー）

### CF
- キリンフリー
- 月島倉庫 Day倉庫

### PV
- 手のひらを太陽に 唄・振付パパイヤ鈴木
- traveling band - 唄・大久保理（映画「keynote」より）
- 東栄住宅
- マイクロソフト「楽しもう Office」ーもし桃太郎が卒論を書いたらー
- 大人のチョコスナック劇場「きの子と竹彦」

### MC
- 日中文化芸術フェスティバル
- COACHオンラインイベント
- アントニオ古賀バースデーライブ
- 港区歴史フォーラム「徳川家康」
- 港区歴史フォーラム「忠臣蔵」
- 桂川フェスティバル
- 磐座サミット

### 朗読
- 盆景
- 蜘蛛の糸 作・芥川龍之介
- 桃太郎 作・芥川龍之介
- カチカチ山（お伽草紙より）作・太宰治（於: 柳嶋妙見山法性寺）
- 猿蟹合戦 作・芥川龍之介（於: 北沢サロン）
- 猫町 作・萩原朔太郎（於: 柳嶋妙見山法性寺）
- 注文の多い料理店 作・宮沢賢治（於: 柳嶋妙見山法性寺）
- ごんぎつね 作・新美南吉（Sunday Reading Knight）
- 手ぶくろを買いに 作・新美南吉（Sunday Reading Knight）
- Night★Cap Love Night〜Happy Valentine〜（於:銀座SO）
- ばべるの塔 作・沖野岩三郎（Sunday Reading Knight）
- 杜子春 作・芥川龍之介（Sunday Reading Knight）
- Night★Cap Triangle Night〜トリプルキャストで朗読を〜（於:銀座SO）
- 野ばら 作・小川未明（Sunday Reading Knight）
- 桜桃 作・太宰治（Sunday Reading Knight）
- どんぐりと山猫 作・宮沢賢治（Sunday Reading Knight）
- 犬の王様 作・夢野久作（Sunday Reading Knight）
- お金とピストル 作・夢野久作（Sunday Reading Knight）
- 愚助大和尚 作・沖野岩三郎（Sunday Reading Knight）
- ろくろ首 作・小泉八雲（Sunday Reading Knight）
- 眠い町 作・小川未明（Sunday Reading Knight）
- 夢十夜 作・夏目漱石（Sunday Reading Knight）
- 赤いろうそくと人魚 作・小川未明（Sunday Reading Knight）
- 形 作・菊池寛（Sunday Reading Knight）
- トロッコ 作・芥川龍之介（Sunday Reading Knight）
- オツベルと象 作・宮沢賢治（Sunday Reading Knight）
- 走れメロス 作・太宰治（Sunday Reading Knight）

### 落語
五明樓玉の輔から落語「桃太郎」を習い「神木亭優の輔」と名乗る。その後、金原亭世之介に2018年から師事。

### ラジオ
- 「江東モーニング」（Rainbowtown FM）ゲスト
- X-GUNさがね正裕の「さがねソース」（ニコニコ生動画）ゲスト
- 久野友莉と寺田有希の「千住にちょっとよってく？」（Cross Wavesenju）ゲスト
- 「人生ときめいて」（Rainbowtown FM）ゲスト
- 「青山めぐの○○さんには内緒だよ」（マイスマTV）ゲスト
- 「Happy Hour」（Inter FM）ゲスト
- 「上野淳の東京☆夜会」（Rainbowtown FM）ゲスト
- 「name.の洋楽島」（かわさきFM）ゲスト
- 「はまっこストリーム」ゲスト
- 「ひと見坂昼さんぽ」ゲスト
- 「あいざわ結衣のジュエリーカフェ」（Rainbowtown FM）ゲスト
- 「MAP OF ARTIST shintaro」（FM FUJI ）ゲスト
- 「EVENING RUSH」（FM FUJI） ゲスト
- イレブンミュージック「Rala❤︎la音楽室」（Rainbowtown FM）ゲスト
- 「やばせ一郎と大野ひろみの元気が出るラジオ」 （FMチャッピー）ゲスト

### モデル
- ゴールドウィン C3fit
- GRATZ
- TOMAS
- イオングループ
- ゼクシィ
- eureks